# 布雷茲尼克高地

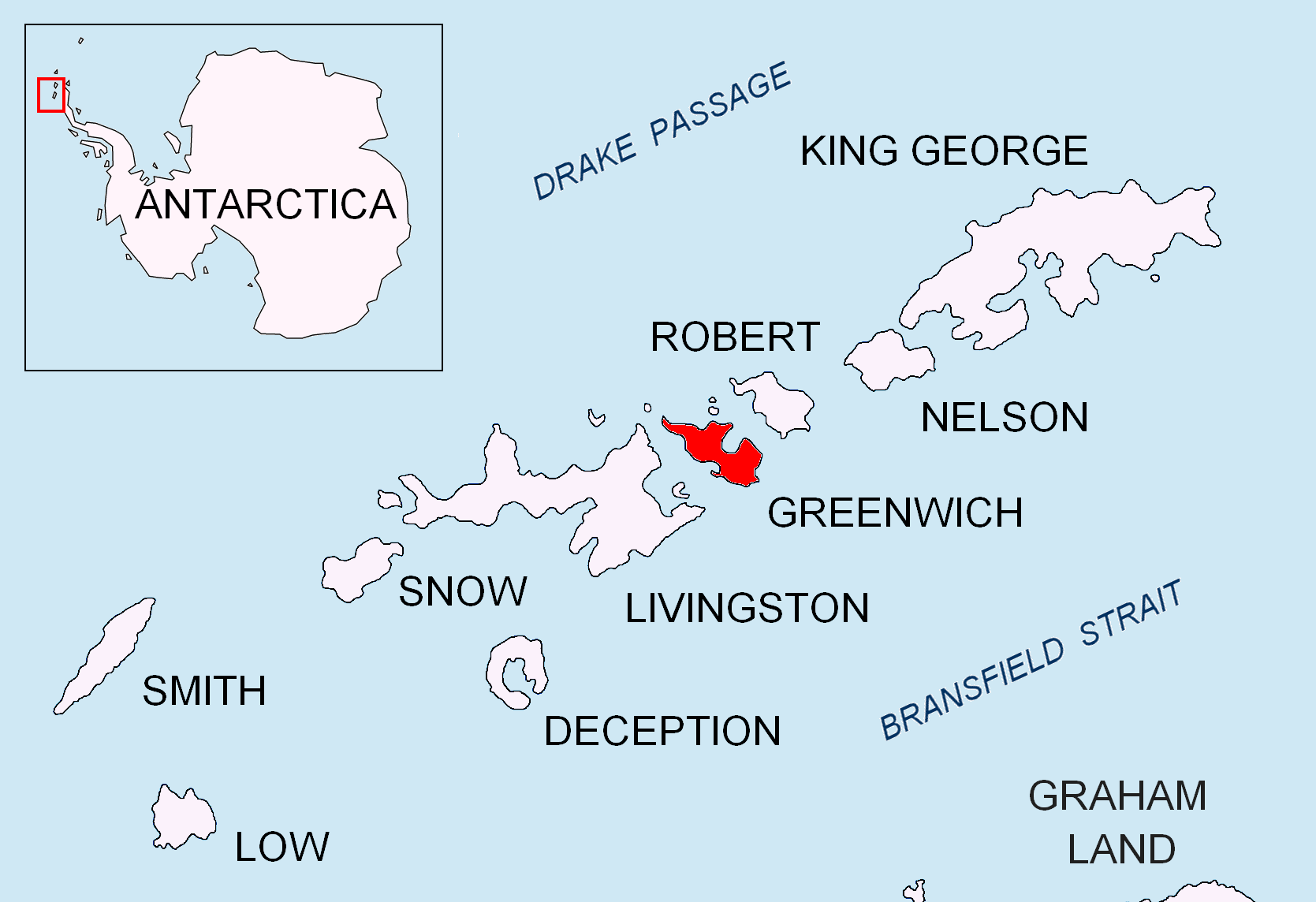

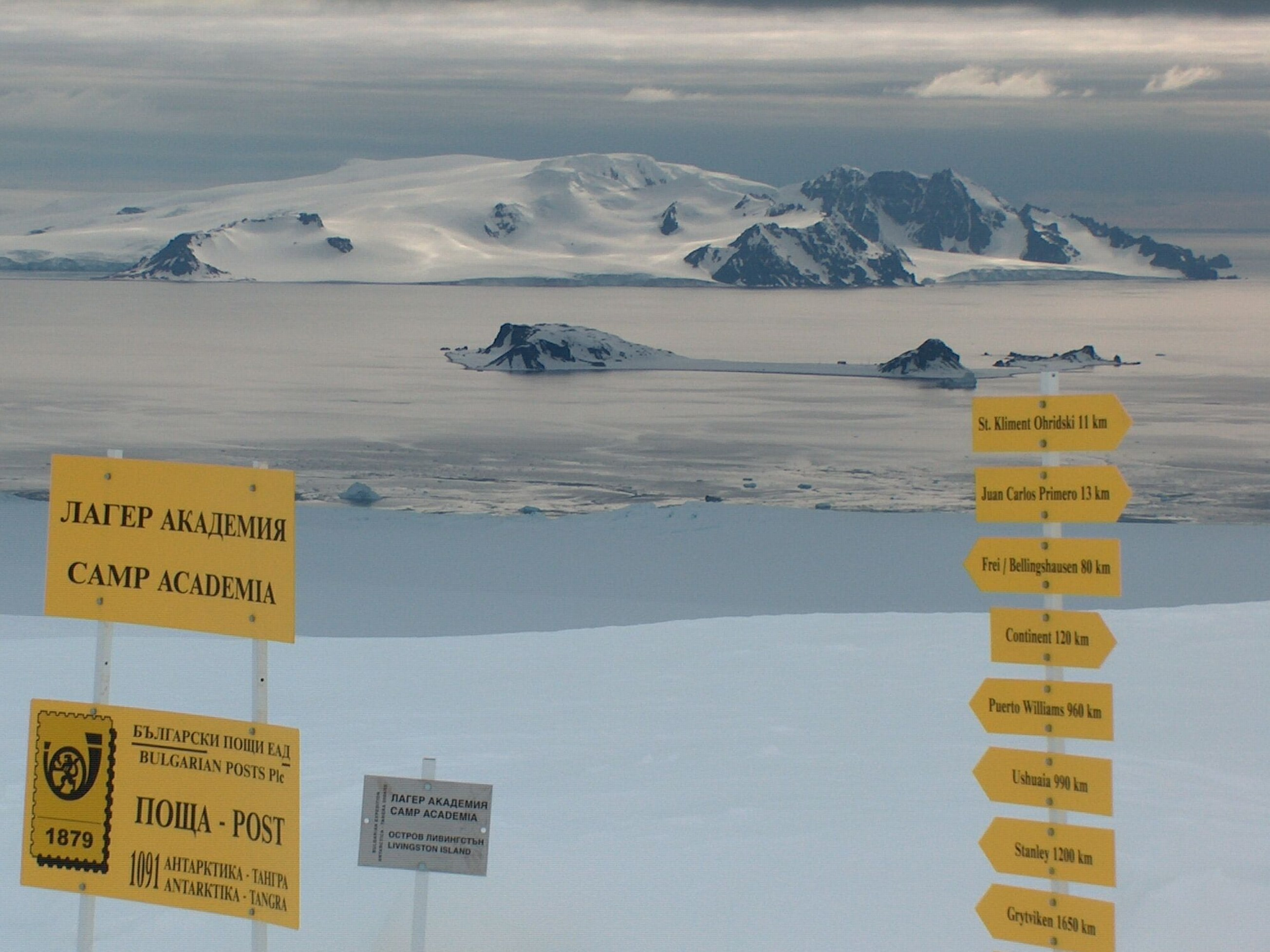

布雷茲尼克高地（英語：Breznik Heights）是南極洲的高地，位於南设得兰群岛中格林尼治島東南部，從聖克魯斯角延伸12公里至揚基港，海拔高度超過600米，以保加利亞西部城鎮布雷茲尼克命名。

## 外部連結
- SCAR Composite Gazetteer of Antarctica（页面存档备份，存于）.